# Hayden Thompson
Hayden Thompson est un chanteur américain de rockabilly, rock 'n' roll, country, hillbilly, gospel, rhythm and blues et musique cadienne né le 5 mars 1938 à Booneville, Mississippi.

## Carrière
Baigné dès son plus jeune âge dans une ambiance musicale (père  guitariste et mère vocaliste de country/gospel), il forme son premier groupe "The Southern Melody Boys" et enregistre quelques morceaux pour la station de radio de Booneville, WBIP au début de l'année 1954. À partir de 1956 il tente sa chance chez Sun Records de Sam Phillips et enregistre "Love my baby" accompagné au piano par Jerry Lee Lewis. En 1957 le même morceau est repris en compagnie de Roland Janes à la guitare, Marvin Pepper à la basse et Jimmy Van Eaton à la batterie. Le résultat est un pur rockabilly avec un vocal accrocheur. Durant la même session il enregistre d'autres titres "Fairlane rock", Blues blues blues", et "Mama mama mama", "You are my sunshine", qui ne seront gravés qu'une vingtaine d'années après sur le sigle SUN 605 et 623. Entre 1960 et 1973 Thompson enregistre pour différents autres labels (B.E.A.T, Profile, Arlen, Kapp, Brave, et Nashville North). Conducteur de bus à Chicago, après avoir atteint les charts country chez Kapp en 1966, il revient au rockabilly de ses débuts avec une version " I'm left you she's gone". Il connaît à nouveau la notoriété à partir des années 1980 grâce au renouveau du rockabilly qui submerge alors l'Europe et l'Amérique et se produit dès lors à travers le monde.

## Discographie

### Singles
| Année | Titre | Label                   |
| ----- | --- | ----------------------- |
| 1955  | I Feel The Blues Coming On / Act Like You Love Me                                                            | Von 79-HT 1001          |
| 1957  | Love My Baby / One Broken Heart                                                                              | Phillips Int. 3517      |
| 1960  | Dream Love / Tom Thumb (mit der Roy Hodges Band)                                                             | Beat 1011               |
| 1961  | Whatcha Gonna Do / Summer's Almost Over                                                                      | Profile 4015            |
| 1963  | Queen Bee / Pardon Me                                                                                        | Arlen 728               |
| 1966  | 16.88 / Here We Go Again                                                                                     | Kapp K-734              |
| 1966  | And She Said / Eighteen Yellow Roses                                                                         | Kapp K-763              |
| 1967  | A Present for Mommy / You Don't Have To Be a Baby to Cry                                                     | Kapp K-795              |
| 1967  | If It's Alright / Girl from Arkansas                                                                         | Brave 1015              |
| 1970  | Don't Let It Trouble Your Mind / I Need All The Help I Can Get                                               | Nashville North 300     |
| 1971  | Long Black Train / Long Black Train                                                                          | Nashville North 303     |
| 1973  | I'm Left, You're Right, She's Gone / Blue Moon of Kentucky                                                   | Extremely Brave BOS-346 |
| 1973  | I'm Left, You're Right, She's Gone / Blue Moon of Kentucky                                                   | Nashville North 346     |
| 1975  | I'll Kiss You Again / Tell Me That's The Way It Will Be                                                      | HT 101                  |
| 1976  | Fairlane Rock / Blues, Blues, Blues                                                                          | Sun 605 (France)        |
| 198?  | EP: Here's Hayden Thompson - Kansas City - That's Right - Mystery Train - I'm Left, You're Right, She's Gone | Spade 105 (UK)          |
| 1984  | Shake, Rattle & Roll - Shake, Rattle and Roll - Be-Bop-a-Lula - Good Rockin' Tonight - My Baby Left Me       | Sunrock CI-001 (Suède)  |
| 1987  | What'm I Gonna Do / The Boy From Tupelo                                                                      | Sunjay SJ-52            |
| 1990  | Wrong Road Again / Pretty Little Love Love Song / Fried Chicken                                              | Sunjay SJ-54            |
| 2005  | Rockabilly Rhythm" American Rockabilly Legends                                                               | St.George Records       |
| 2007  | Hayden Thompson                                                                                              | Bluelight Records       |
| 2010  | Standing Tall (double album cd, édition limitée)                                                             | Bluelight Records       |